# غذای ملی

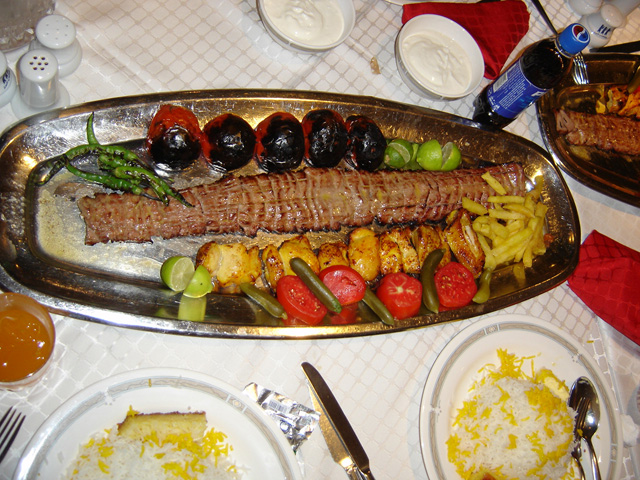
چلوکباب غذای ملی ایران

غذای ملی به دستور غذا یا غذای خاص یک کشور، ملت یا یک منطقه گفته می‌شود.

## غذای ملی کشورها
- افغانستان: کابلی پلو
- الجزایر: کوسکوس
- ایالات متحده آمریکا: پای سیب، همبرگر، روست ترکی
- ایران: چلوکباب، قرمه سبزی، فسنجان، آبگوشت، شله‌زرد، فالوده، بستنی سنتی
- بریتانیا: چیکن تیکا ماسالا، ساندی روست
  - انگلستان: فیش اند چیپس
  - ایرلند شمالی: لستر فرای
  - اسکاتلند: هاگیش
- تایلند: پد تای، سوم تام، توم یوم
- تایوان: سوپ نودل گوشت گاو
- ترکمنستان: پلو
- تونس: کوسکوس
- ژاپن: سوشی، میسوسوپ، اودون، سوبا، سوکی‌یاکی، اومه‌بوشی، تاکوآن، رامن، کاری ژاپنی، نیکوجاگا، سنبی با طعم سس سویا
- سوریه: قوزی
- عراق: مسگوف یا سمچ مسگوف
- فرانسه: کرپ، پوت–آو–فئو
- کره جنوبی: کیمچی، بولگوگی یا باربیکیوی کره‌ای
- کره شمالی: کیمچی

## نگارخانه

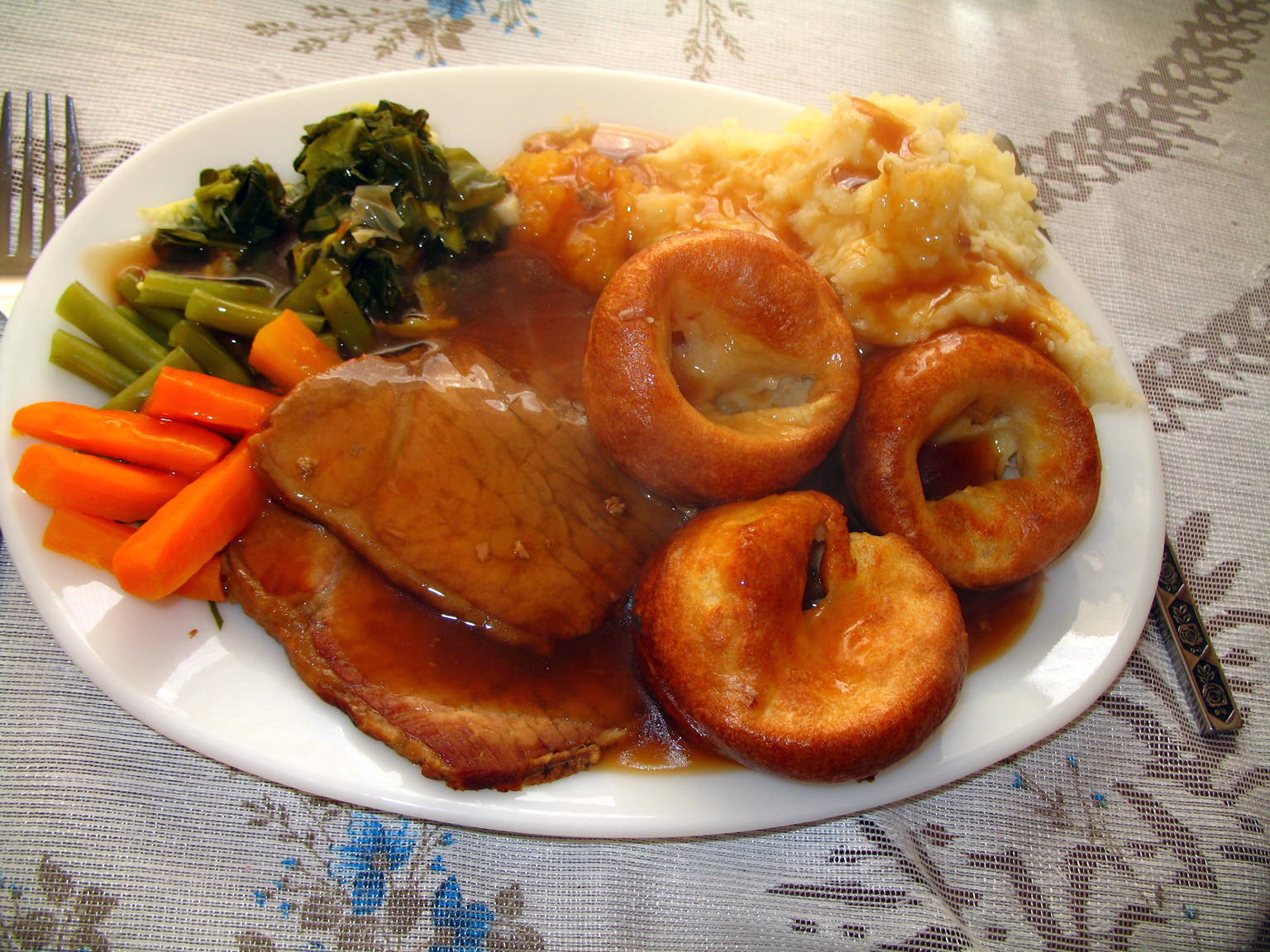
ساندی روست غذای ملی بریتانیا
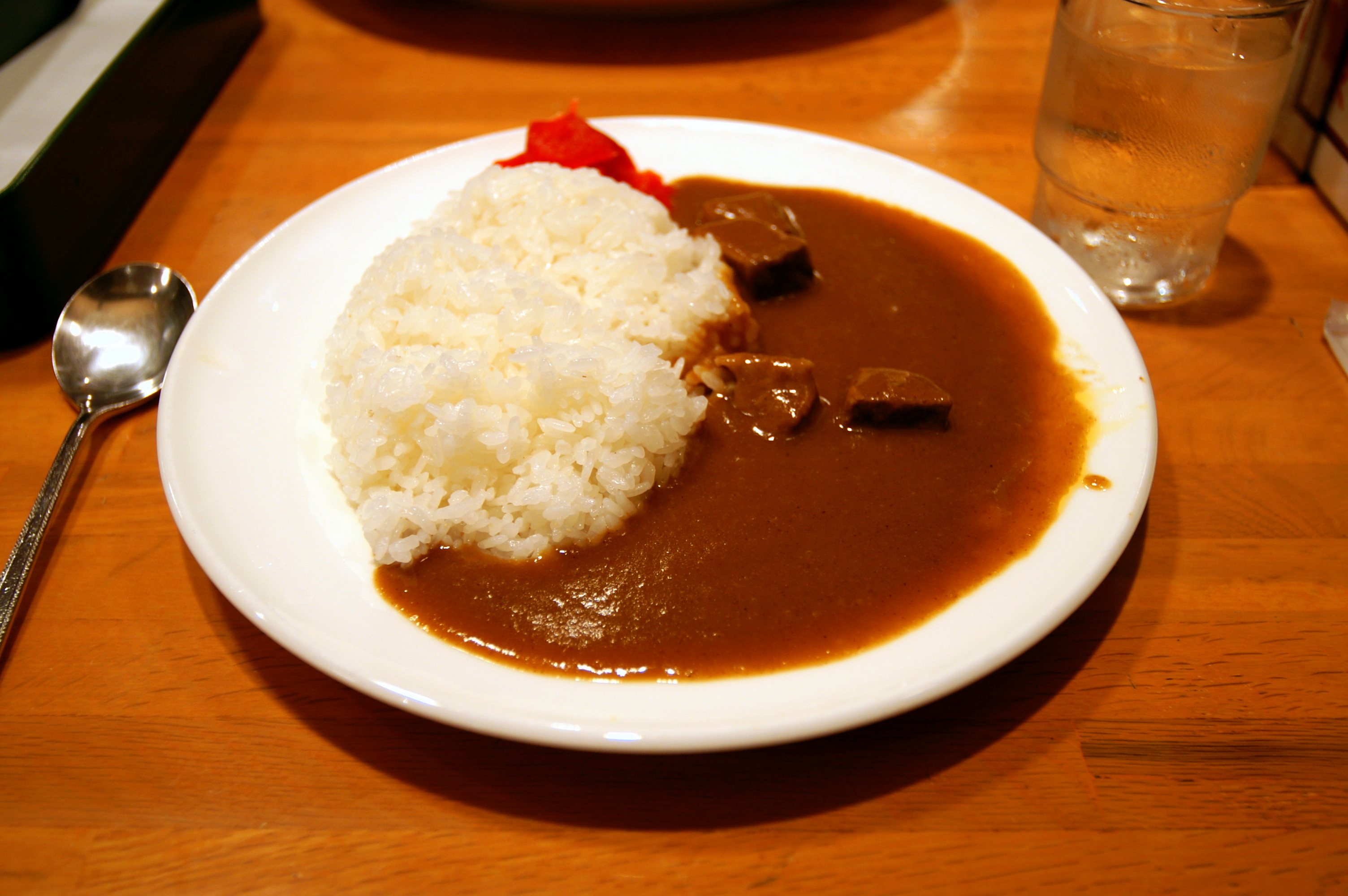
کاره‌رایس غذای ملی ژاپن
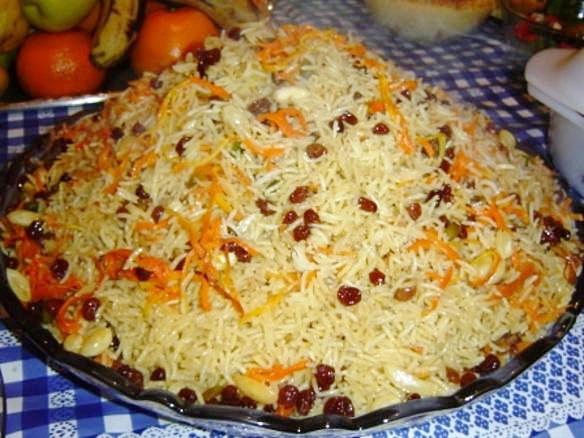
کابلی پلو غذای ملی افغانستان
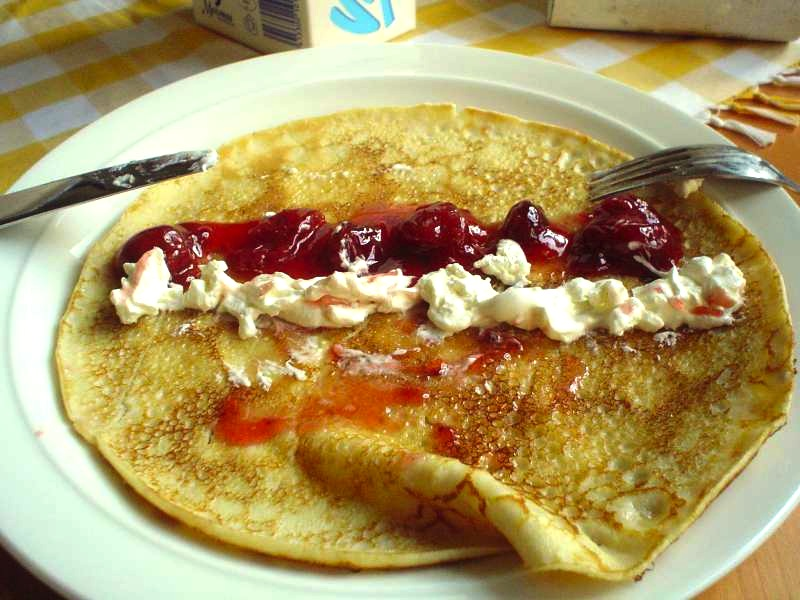
کرپ غذای ملی فرانسه
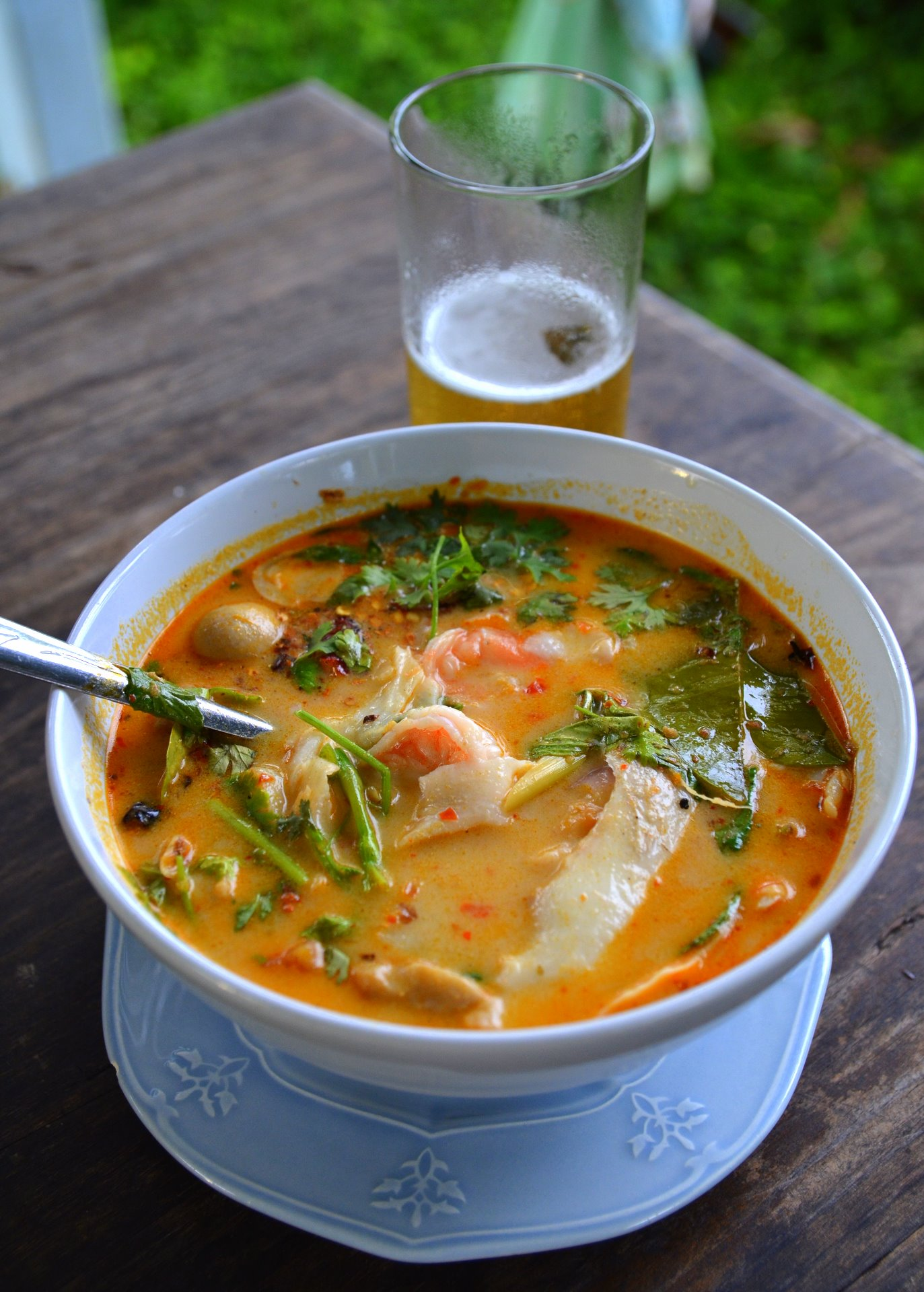
توم یوم غذای ملی تایلند